# Jernbaneverket
Jernbaneverket (JBV) var en norsk offentlig myndighed underlagt Samferdselsdepartementet, med ansvar for de norske jernbaners infrastruktur (skinner, signaler, sporskifter osv.), en del stationsbygninger og drift af jernbaneanlæggene i øvrigt. JBV havde ansvaret for infrastrukturen uafhængigt af hvilket selskab, der var togoperatør. Jernbaneverket varetog al offentlig jernbaneinfrastruktur på vegne af den norske stat. JBV blev oprettet i 1996, da de "gamle" Norges Statsbaner, NSB, blev omorganiseret.
Jernbaneverket havde ikke tilladelse til at drive transportvirksomhed. Togene blev i stedet kørt af licenserede trafikselskaber som NSB, Flytoget, CargoNet, Green Cargo, Ofotbanen og andre. Det var ikke JBV, der godkendte transportselskaberne, men virksomheden skulle stille spor til rådighed for licenserede transportselskaber i form af sporadgangsaftaler.
JBV's større vedligeholdelsesarbejder skete som regel ved udbudsrunder, mens den daglige drift og vedligeholdelse udførtes af JBV's egne ansatte.
JBV blev afviklet 31. december 2016, hvorefter opgaverne blev overført til Jernbanedirektoratet og Bane NOR.